# Supergromada w Hydrze
Supergromada w Hydrze – supergromada galaktyk znajdująca się w gwiazdozbiorze Hydry. Jest to bezpośrednio sąsiednia gromada Supergromady Lokalnej, z którą jest połączona. Ma ona około 100 milionów lat świetlnych długości i zawiera tylko jedną bogatą gromadę galaktyk gromadę w Hydrze. Przypomina ona pod tym względem Supergromadę w Pannie.
Supergromada w Hydrze wraz z Supergromadą Lokalną oraz Supergromadą w Centaurze mogą tworzyć jedną strukturę.
| Nazwa            | Rektascensja (J2000) | Deklinacja (J2000) | Redshift (z) | Odległość w mln ly | Klasa obfitości |
| ---------------- | -------------------- | ------------------ | ------------ | ------------------ | --------------- |
| Gromada w Pompie | 10h 30m 00s          | -34° 30′ 00″       | 0,0094       | 130                | 0               |
| Abell 1060       | 10h 36m 54s          | -27° 32′ 00″       | 0,0114       | 158                | 1               |

| Nazwa               | Rektascensja (J2000) | Deklinacja (J2000) | Redshift (z) | Odległość w mln ly |
| ------------------- | -------------------- | ------------------ | ------------ | ------------------ |
| Grupa NGC 3054      | 09h 58m 00s          | -27° 24′ 00″       | 0,0077       | 105                |
| Grupa NGC 3087      | 09h 59m 00s          | -32° 48′ 00″       | 0,0081       | 115                |
| Grupa NGC 3250/3318 | 10h 28m 00s          | -40° 12′ 00″       | 0,0084       | 115                |
| Grupa NGC 3256/3261 | 10h 28m 00s          | -44° 06′ 00″       | 0,0079       | 110                |
| Grupa NGC 3263/3366 | 10h 32m 00s          | -44° 24′ 00″       | 0,0090       | 125                |
| Grupa NGC 3347      | 10h 42m 00s          | -36° 48′ 00″       | 0,0092       | 130                |
| Grupa NGC 3393/3463 | 10h 55m 00s          | -25° 18′ 00″       | 0,0119       | 165                |
| Grupa NGC 3557      | 11h 10m 00s          | -37° 30′ 00″       | 0,0089       | 125                |